# 米揚道阿卜
米揚道阿卜是伊朗的城市，位於該國西北部，由西阿塞拜疆省負責管轄，受地中海氣候影響，海拔高度1,292米，2012年人口128,840，居民主要是阿塞拜疆族。